# 寶物/Paradise Live
《宝物/Paradise Live》（日语：タカラモノズ/Paradise Live）是μ's的单曲，于2014年1月29日由Lantis发行。

## 概要
手机游戏《Love Live! 学园偶像祭》联动单曲，也是μ's第一首手游联动单曲，为纪念游戏玩家突破100万人而推出。其中《宝物》的部分片段于2013年12月13日在niconico生放送播出的《武士道放送局》中播出，同年12月15日正式登陆《Love Live! 学园偶像祭》，并作为游戏登陆界面的背景音乐使用；而《Paradise Live》在2013年12月31日登陆手游，并于2015年1月31日成为游戏登陆界面的背景音乐。初回生产限定版附赠了《Love Live! 学园偶像祭》的人物兑换码（共3种，每种3名角色），在特定店铺内购买CD还可以获得一份人物特典文件夹，不同店铺对应不同种类文件夹。
单曲发售首日，在Oricon公信榜排名第4；当周销量位列Oricon单曲榜第4位，并创下了当时μ's单曲销量最高纪录。

## 收录曲目
1. （宝物）
  - 作词：畑亞貴，作曲、编曲：高田晓（日语：高田暁）
2. Paradise Live
  - 作词：畑亞貴，作曲、编曲：倉内達矢
3. (Off vocal)
4. Paradise Live (Off Vocal)

## 专辑收录
| 曲名          | 專輯                                       | 發售日        | 專輯類型 |
| ------------- | ------------------------------------------ | ------------- | -------- |
|               | 《μ's Best Album Best Live! Collection Ⅱ》 | 2015年5月27日 | 精選輯   |
| Paradise Live | 《μ's Best Album Best Live! Collection Ⅱ》 | 2015年5月27日 | 精選輯   |